# آذرنرسی یکم

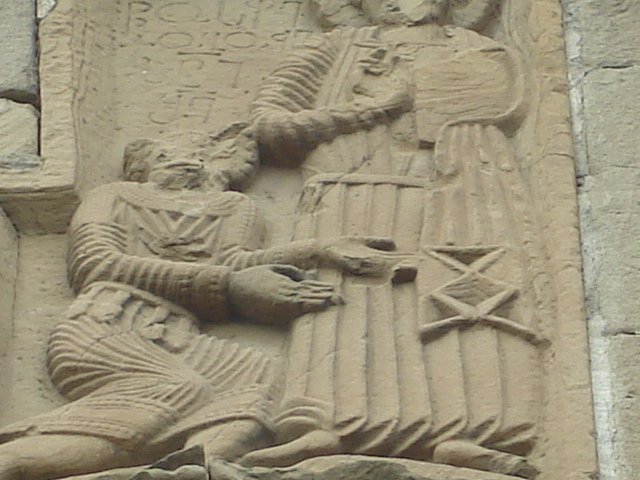
یک نقش برجسته در متسختا که آذرنرسی یکم (یا آذرنرسی دوم) را در حال دعا کردن به درگاه عیسی مسیح به تصویر کشیده‌است.

آذرنرسی یکم (به پارسی میانه: 𐬁𐬙𐬀𐬭𐭭𐭥𐭮𐭧𐭩؛ آتَر نَرسه) یا آدراناس یکم (به گرجی: ადარნასე I) از دودمان خسرویانی‌ها، یک شاهزاده منصوب شده بود، که از سال ۶۲۷ تا ۶۴۲ (یعنی پس از نبرد قادسیه و پیش از نبرد نهاوند) بر ویروزان حکومت کرد.
او پسر پاکور سوم، آخرین پادشاه ویروزان، و دوک موروثی (eristavi) از کاختی بود. در سال ۶۲۷، او به ارتش بیزانس-خزر در محاصره تفلیس کمک کرد و توسط هراکلیوس امپراتور بیزانس که شاهزاده طرفدار ساسانیان، استفن یکم را اعدام کرده بود، حاکم ایبریا شد. سپس به همراه نیروهایش به جوانشیر، شاهزاده آلبانیایی که به نیروهای ساسانی مستقر در آلبانی حمله کرده بود پیوست.